# Distrito de Zalaszentgrót
El distrito de Zalaszentgrót (húngaro: Zalaszentgróti járás) es un distrito húngaro perteneciente al condado de Zala.
En 2013 tiene 15 518 habitantes. Su capital es Zalaszentgrót.

## Municipios
El distrito tiene una ciudad (en negrita) y 19 pueblos
(población a 1 de enero de 2013):
- Batyk (391)
- Döbröce (63)
- Dötk (27)
- Kallósd (91)
- Kehidakustány (1218)
- Kisgörbő (165)
- Kisvásárhely (44)
- Mihályfa (368)
- Nagygörbő (166)
- Óhíd (609)
- Pakod (891)
- Sénye (35)
- Sümegcsehi (629)
- Szalapa (208)
- Tekenye (407)
- Türje (1638)
- Zalabér (705)
- Zalaszentgrót (6634) – la capital
- Zalaszentlászló (857)
- Zalavég (372)